# Coutume du Maine
La Coutume du Maine est un système légal apparu dans le comté du Maine au début du Moyen Âge, puis dans la Province du Maine à partir du XVe siècle. 

## Féodalité
La féodalité avait établi en France des coutumes dans chaque localité. Les grands barons, ayant toute puissance dans leurs terres, faisaient et établissaient des us et coutumes à leur gré, dans leurs fiefs et lieux particuliers. Le droit coutumier, c'est-à-dire droit établi sur d'anciennes coutumes locales reçues et adoptées, ayant force de loi, était en vigueur dans le Maine. Saint Louis avait recherché à recueillir les divers usages pour les coordonner. Par l'avis des barons du Maine, réunis à Orléans, il régla les coutumes de la province. Une enquête fut faite sur ce qui avait été pratiqué, sous la domination des rois d'Angleterre, dans les pays d'Anjou et du Maine que Philippe-Auguste avait confisqués sur les Anglais, du temps de Jean sans Terre, pour les unir à la France. 
Les coutumes, qui n'étaient encore que traditions, furent alors compilées et réunies. Le Maine avait un ancien Coutumier de l'année 1385.

## Réforme

### Rédaction
Charles VII, afin que chacun ne pût faire des coutumes à sa guise, ordonna de nouveau qu'elles fussent arrêtées et rédigées devant des commissaires, pour qu'ensuite on ne fût plus reçu à assigner d'autres traditions. Les troubles et guerres civiles, qui désolèrent la France pendant la durée de ce règne, arrêtèrent ce projet. Sous Charles VIII, les recherches furent continuées; ce ne fut que son successeur, Louis XII, qui donna enfin aux coutumes une forme définitive.

### Réforme de 1508
La réformation de la Coutume du Maine est un des faits les plus importants de la province, du temps de Guy XVI de Laval. Le 7 octobre 1508, des commissaires, envoyés par le roi, réunissent au Mans les trois ordres de la province pour l'adoption du procès-verbal de réformation. Le président du Parlement de Paris vint en personne au Mans lire le texte devant les trois états.
Le comte de Laval envoie, pour le représenter à cette assemblée, deux commissaires : François de la Pommeraie, et Jean Hennier, juge ou sénéchal du comté. C'est pour la première fois que l'on voit deux hommes de loi de Laval prendre part aux assemblées de la province. On reprocha à ces commissaires de n'avoir pas soutenu avec assez de force les droits de leur seigneur ; surtout de ne pas s'être opposés à ce que le comté de Laval fût regardé comme susceptible d'être divisé, malgré les privilèges dont il jouissait de toute ancienneté.
La Coutume du Maine réformée en 1508 portait à l'article II: « Nous avons le Roi, le comte du Maine, le comte de Laval, etc., » marquant ainsi la distinction et parité de droits entre les deux comtés.
Michel Bureau a assisté à l'assemblée des États du Maine dont il a signé au procès-verbal.

## Les distractions
Après les distractions effectuées pour la Sénéchaussée du Maine à partir du XVe siècle, la coutume n'avait pas cessé d'être la même ; sauf que le nombre des villes et des justices qui, tant par rapport à la coutume que par rapport à la juridiction, avaient relevé du Mans, n'en relevaient plus, en ce qui concernait la juridiction, mais bien relevaient à cet égard, par appel, soit de la sénéchaussée de la Flèche, comme Beaumont-le-Vicomte, Fresnay, Sainte-Suzanne, Mamers, soit de la sénéchaussée de Château-Gontier, comme la baronnie de Fontaine-Daniel, etc.

## Source partielle
- Revue de l'Anjou, 1860, p. 109-110.
- Albert Grosse-Duperon et E. Gouvrion, L'Abbaye de Fontaine-Daniel : Étude historique, et le Cartulaire de Fontaine-Daniel, Mayenne, Poiner-Béalu, 1890, 2 vol. in-8 (lire en ligne).